# 136-й батальон шуцманшафта
136-й батальон шуцманшафта (нем. 136. Batalion Schutzmannschaft / Schutzmannschafts-Bataillon 136 / Ukrainian Schuma, укр. 136-й батальйон шуцманшафту) — охранное подразделение германской вспомогательной охранной полиции (нем. Schutzpolizei), сформированное из местных коллаборационистов в ноябре 1942 года в Чернигове.

## Формирование
Сформирован в Чернигове в ноябре 1942 года из местных добровольцев. Батальон состоял из трёх стрелковых рот. Первой роте были приданы взвод связи и сапёрный взвод. Так же при батальоне имелась хозяйственная часть численностью 25 человек. Кроме украинского личного состава, в батальоне имелось 22 немецких офицера и младших командира.

### Немецкий командный состав
Офицер надзора — капитан Гаубман, инструктор первой роты — вахмистр Лавкарт, инструкторы второй роты — вахмистр Корн и обер-вахмистр Вайс, инструкторы третьей роты — вахмистр Генке, вахмистр Герлих. Переводчик батальона — вахмистр Вильд, переводчик 1-й роты — вахмистр Пидгайне, переводчик второй роты — вахмистр Вируман.

### Украинский командный состав
Командир батальона — компанифюрер Лесник, командир первой роты — цугфюрер Сивир, командир второй роты — цугфюрер Полатай, командир третьей роты — оберцугфюрер Назаренко, командир взвода связи — Левченко, командир сапёрного взвода — Вовк.
Вооружение — советские винтовки обр. 1891/30, у командиров — пистолеты.

## Служба
В декабре 1942 года батальон был передислоцирован в Эсмань Сумской области, где использовался в контрпартизанских операциях.  В январе 1943 года Назаренко, Левченко, и ещё четыре служащих батальона перешли к партизанам. 10 января 1943 года немцами были расстреляны 150 человек, сочувствующих партизанам. Вследствие понесённых в боях с партизанами потерь и немецких репрессий в апреле 1943 года от батальона осталась одна рота, и он был отведён в Чернигов на переформирование. После пополнения батальон  стал называться "фронтовым" (Schutzmannschafts-Batallion 136 F). По мере отступления немцев под натиском Советской армии батальон отводился в тыл, где в конце концов остатки его личного состава были переведены на службу в пожарные части, предназначенные для борьбы с последствиями воздушных налётов (люфтшутц, Luftschutzausbildungsabteilung) во Франкфурте на Одере.